# 理发器

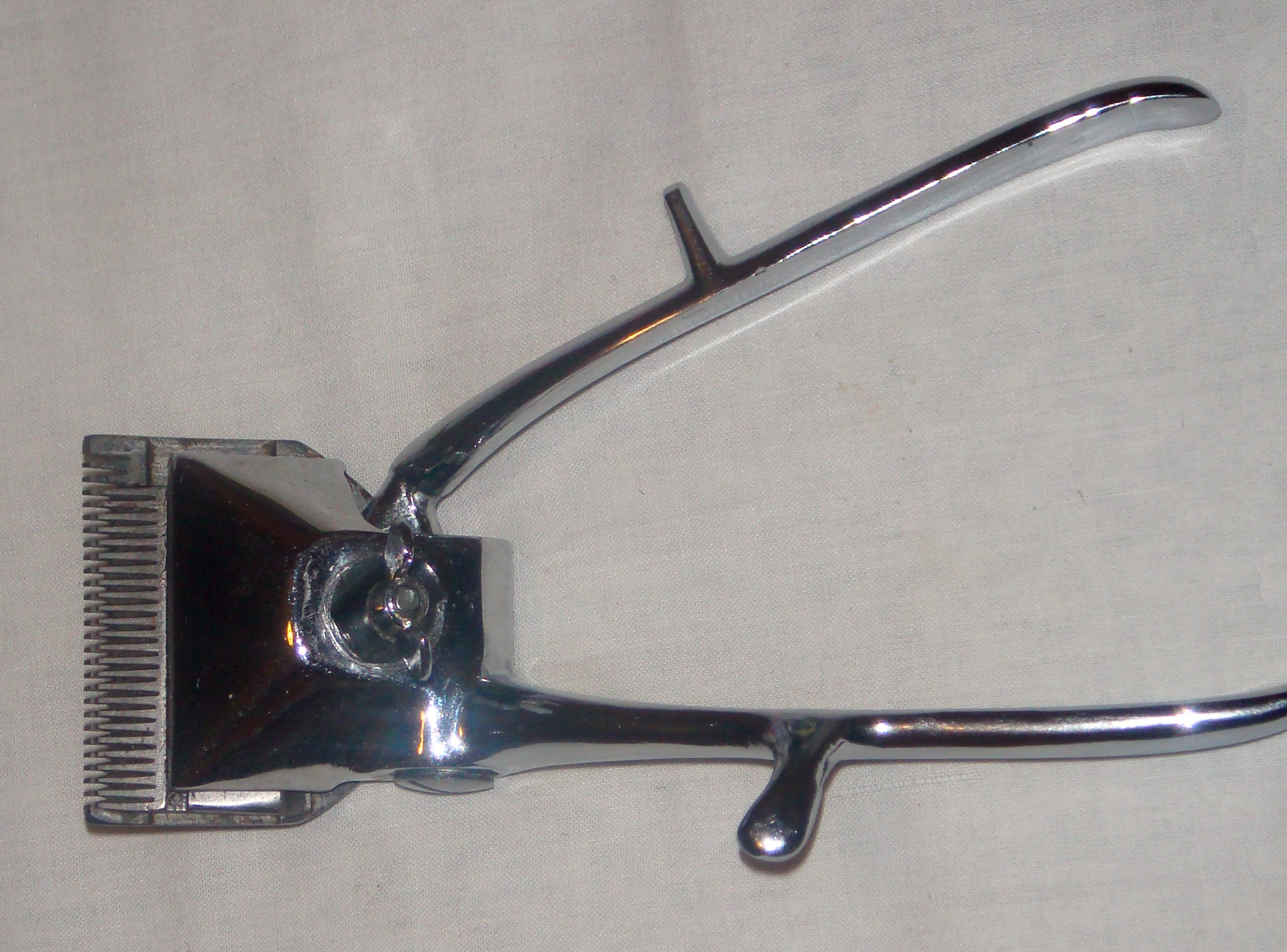
手动理发器

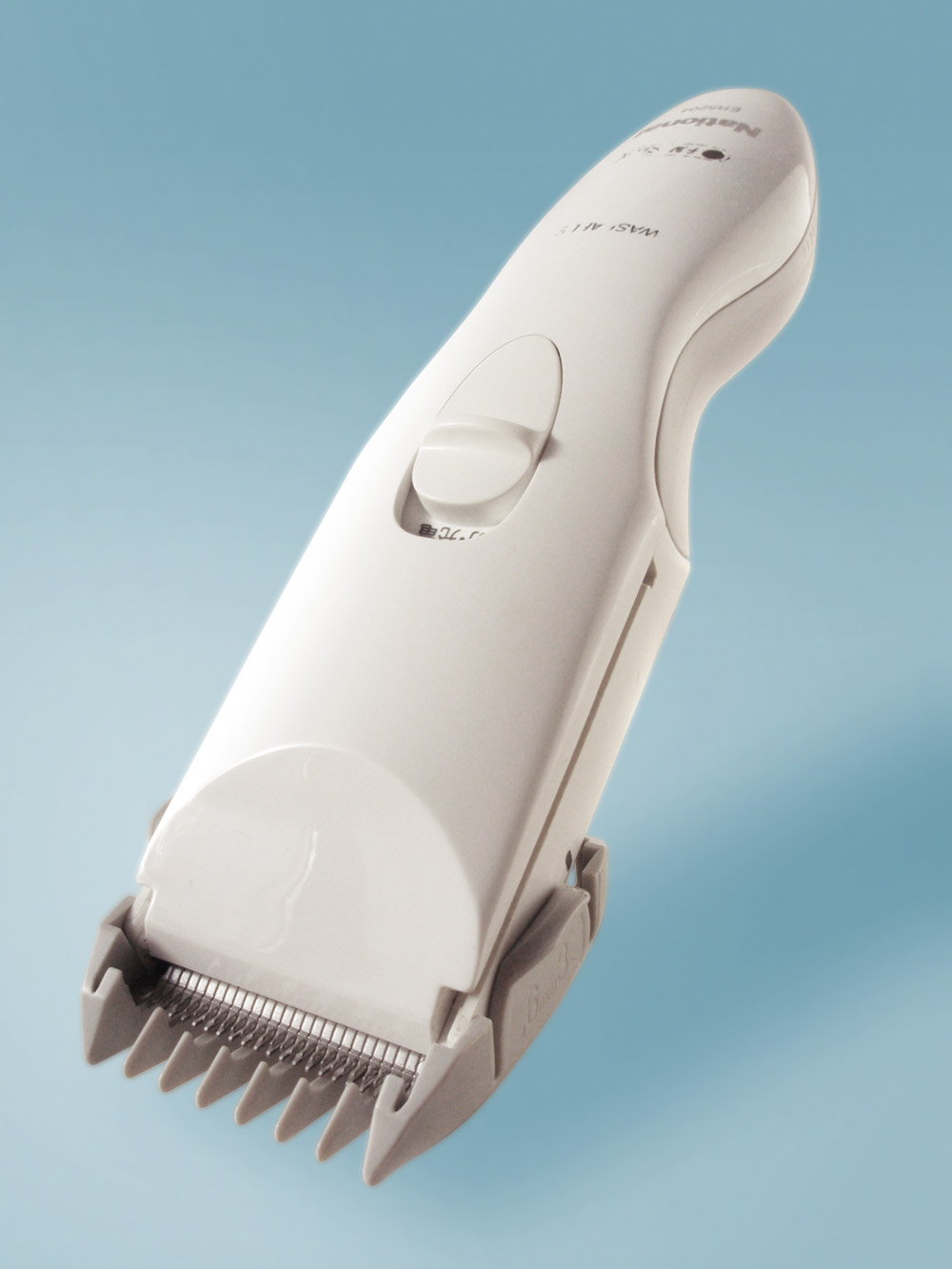
电动理发器

理发器是一种专门用于修剪头发的工具，分为电动理发器和手动理发器。手动理发器的外形和工作原理与剪刀的工作原理相似，但有别于剪刀和剃刀。电动理发器的工作方式与手动理发器相同，但由电动机驱动，能使刀片左右摆动。在许多国家，电动理发器已经逐渐取代手动理发器。